# Martin Frändesjö
Martin Frändesjö, švedski rokometaš, * 18. julij 1971, Gothenburg.
Leta 1996 je na poletnih olimpijskih igrah v Atlanti v sestavi švedske reprezentance osvojil srebrno olimpijsko medaljo; uspeh je ponovil čez štiri leta.